# Монтегранаро
Монтегранаро, Монтеґранаро (італ. Montegranaro) — муніципалітет в Італії, у регіоні Марке,  провінція Фермо.
Монтегранаро розташоване на відстані близько 180 км на північний схід від Рима, 45 км на південь від Анкони, 11 км на північний захід від Фермо.
Населення — 13 060 осіб (2014).
Щорічний фестиваль відбувається 12 жовтня. Покровитель — San Serafino.

## Демографія
Населення за роками:

Станом на 1 січня 2023 року в муніципалітеті офіційно проживало 1189 іноземців з 62 країн, серед них 183 громадяни країн Євросоюзу та 32 громадяни України.

## Сусідні муніципалітети
- Монте-Сан-Джусто
- Монте-Сан-П'єтранджелі
- Монте-Урано
- Монтекозаро
- Морровалле
- Сант'Ельпідіо-а-Маре
- Торре-Сан-Патриціо